# Oberea discoidalis
Oberea discoidalis är en skalbaggsart som först beskrevs av Jordan 1894.  Oberea discoidalis ingår i släktet Oberea och familjen långhorningar.
Artens utbredningsområde är:
- Gabon.
- Ghana.
- Sierra Leone.
- Togo.

Inga underarter finns listade i Catalogue of Life.